# Цуй Жучжо
Цуй Жучжо (кит. упр. 崔如琢, пиньинь: Cuī Rúzhuó) — современный китайский художник, работающий в технике гохуа, знаток традиционной китайской живописи, коллекционер, каллиграф.

## Биография
Цуй Жучжо родился в Пекине в 1944 году. Известно, что его дед был генералом при династии Цин. Под руководством отца изучал классическую конфуцианскую литературу, в том числе Лунь Юй и Пятиканоние, переписывая от руки отдельные фрагменты. Во многом, подражание стилям записи классической литературы повлияло на его увлечение каллиграфией. С раннего детства учился каллиграфии у Чжэн Сунсяня (кит. упр. 郑诵先, пиньинь: Zhèng Sòngxiān 1892—1976). Позже он стал учеником мастера традиционной живописи Ли Кучаня (кит. упр. 李苦禅, пиньинь: Lǐ Kǔchán), ученика Ци Байши. Ещё ребёнком будущий художник изучал коллекции традиционной живописи в Императорском дворце Гугун, копируя стиль древних мастеров, в особенности юного художника потрясла выставка последних работ Ци Байши в Гугуне в 1957 г. В возрасте 17 лет поступил среднюю школу при Пекинской академии художеств, которую окончил в 1964 г.
Преподавал в Центральной академии художеств и ремёсел, В 1978 г. был членом творческой группы (ныне Научно-исследовательский институт китайской живописи гохуа), организованной Министерством культуры, где работал с Ли Кучаном, Хуан Чжоу, Гуань Шаньюэ, Я Мином, Чэн Шифа и другими во дворце Ихэюань.
В 1981 году скопив небольшую сумму (около 800$) уехал в США, где по приглашению Нью-Йоркской китайской ассоциации исследователей искусства выступил с лекцией на тему «Современные китайская монохромная живопись» в Центре искусств Линкольна в Нью-Йорке. В 1982 году участвовал в Нью-Йоркской международной биеннале искусств и стал единственным китайским художником, принявшим участие в работе биеннале. Его работа «Осенние рифмы» получила удостоилась специальной премии. Уже живя в США Цуй Жучжо снискал международную славу: его работы были приобретены в коллекции таких знаменитостей как Р. Рейган, Г. Киссинджер и Сун Мэйлин и крупнейших зарубежных и китайских музеев. В том же году Цуй Жучжо начал работать в качестве приглашённого профессора в университете Дьюи в Нью-Йорке и стал вице-президентом Китайской ассоциации исследователей искусств в Нью-Йорке.
Цуй Жучжо вернулся в Китай в 1996 году и поселился в Пекине. С 2004 года работы Цуй Жучжо стали выставляться на таких аукционах, как Sotheby’s, Poly, Christie’s. В 2014 году продажи его работ достигли 77 млн долларов, из которых 23.7 млн было отдано на аукционе Поли за работу «Пейзаж в снегу» (2006). Так, работа «Учёный под бамбуком» была продана на аукционе Christie’s за 1.5 млн гонконгских долларов, а серия из 8 картин «Великий пейзаж заснеженных вершин Южного Китая» (2013) была продана за 30 млн $. Существует музей, посвящённый творчеству Цуй Жучжо, открытый в 2013 г. в Японии в г. Сидзуока.

## Коллекционерская деятельность
В детстве Цуй Жучжо часто посещал различные выставки старых мастеров в галереях Пекина. В 80-е гг. Цуй Жучжо начал активно собирать свою личную коллекцию образцов традиционной китайской живописи, начиная с мастеров династии Сун и заканчивая работами современников. После окончания «культурной революции» многие образцы традиционной китайской живописи продавались за бесценок в частные коллекции внутри страны или тайком переправлялись за рубеж, поэтому Цуй Жучжо выкупал многочисленные как на аукционах и распродажах внутри Китая, так и у хуацяо, спасавшихся от «культурной революции» и нового коммунистического режима. Сейчас Цуй Жучжо обладает одной из самых обширных коллекций традиционного китайского искусства, находящихся в частном владении.